# Hernando de Santillán y Figueroa
Hernando de Santillán y Figueroa (Sevilla o Valladolid, ca. 1519 - Lima, Virregnat del Perú, 8 de juny de 1574 o 7 de juny de 1575) fou un llicenciat en lleis i funcionari espanyol que va ocupar el càrrec de relator de les reals cancelleries de Granada i de Valladolid, oïdor de la Reial Audiència de Lima, tinent governador de la Capitania General de Xile (1557-1561) i primer president de la Reial Audiència de Quito (1564-1571). El 1572 fou nomenat bisbe de Charcas, però va morir abans de prendre possessió del càrrec.

## Biografia

### Origen familiar i primers anys
Hernando de Santillán y Figueroa va néixer cap a 1519, molt probablement a la ciutat de Sevilla o en algun lloc d'Andalusia, o bé a la ciutat de Valladolid. Era fill d'Hernando de Santillán y Ramonte (n. Sevilla, ca. 1489) i de la seva esposa Leonor de Figueroa i Alencastre (n. ca. 1499). Hi ha poques dades sobre la seva infantesa i joventut, però se sap que els seus avis paterns eren Pedro de Santillán, cavaller de l'Orde de Santiago i Isabel de Ramonte. Els seus avis materns eren Juan de la Cueva y Figueroa, que estava emparentat amb els ducs de Feria i els d'Alburquerque, i Beatriz Ponce de León, del llinatge dels ducs d'Arcos.

### Funcionari reial a Espanya i al Perú
Després d'haver estat relator a la Reial Cancelleria de Granada i a la de Valladolid, va ser nomenat en 1548 oïdor de la Reial Audiència de Lima per la qual cosa va arribar a Sud-amèrica a ocupar el seu càrrec l'any 1550. El virrei Antonio de Mendoza li va encomanar que estudiés les institucions incaiques per establir els tributs que els indígenes havien de pagar al monarca. El 21 de setembre de 1552 va morir el virrei i l'Audiència, presidida per Andrés de Cianca, va passar a governar de forma interina el virregnat peruà. L'Audiència va haver d'enfrontar-se la rebel·lió dels encomenderos que, si bé va ser controlada gràcies a les campanyes militars de Santillán i de l'arquebisbe de Lima, va demostrar els problemes que hi havia amb les regulacions al treball dels indígenes.
En la seva gestió durant el govern interí de Pedro de la Gasca, va ser un fervent defensor de la reducció d'aborígens en missions. Davant dels conflictes del nou virrei Andrés Hurtado de Mendoza amb les antigues autoritats, Santillán li va romandre fidel, guanyant-se l'enemistat dels altres. Quan va caldre pacificar els ànims a Xile entre els conqueridors, el virrei va nomenar el 15 de setembre de 1556 governador de la Capitania General de Xile el seu propi fill García Hurtado de Mendoza i Santillán com el seu tinent de governador general de Santiago.
Santillán va redactar les ordenances, posteriorment conegudes com a «taxa de Santillán», per alleujar els treballs forçats dels indígenes i assegurar-los alguns drets. D'aquesta manera es va guanyar les crítiques dels encomenderos i va haver de tornar a Lima en 1559. Després de patir un judici de residència, va acabar suspès en les seves funcions i desterrat del Perú; per això, va haver d'anar a Espanya per defensar-se i fou absolt pel rei Felip II d'Espanya. El febrer de 1561 va tornar a Limaper ocupar el càrrec d'oïdor. A mitjan 1562 les negociacions entre la Corona espanyola i els encomenderos s'havien estancat i Santillán era d'opinions més conciliatòries, com la perpetuïtat de les encomiendas sense jurisdicció civil ni criminal, tot i que continuava recomanant la concentració dels indígenes en reduccions. L'any 1563, Santillán assegurava que un terç de la població andina estava constituïda per vagabunds.

### Primer president de l'Audiència de Quito
Per ordre del monarca, el 1564 es va crear la Reial Audiència de Quito i Santillán en fou nomenat primer president i governador de la província homònima. Va exercir el càrrec fins a l'any 1571, quan, novament, va tenir problemes amb els seus enemics i va haver de tornar a Espanya per defensar-se.

### Carrera eclesiàstica
Cap a 1572, ja a Sevilla, va quedar vidu i va optar per la vida eclesiàstica, i va ser nomenat bisbe de Charcas. Finalment, Santillán va morir tres mesos després d'arribar a la ciutat de Lima, el 8 de juny de 1574 o el 7 de juny de 1575.